# Bénédicte-Henriette du Palatinat
Bénédicte Henriette de Wittelsbach, née le 14 mars 1652 à Paris et morte le 12 août 1730 à Asnières, est une princesse allemande catholique, élevée en France, qui est la belle-mère de l'empereur Joseph Ier du Saint-Empire et une correspondante de Leibniz.

## Biographie
Fille d'Édouard du Palatinat — petit-fils maternel de Jacques Ier d'Angleterre et fils de Frédéric V du Palatinat, le "roi d'un hiver" mis au ban de l'Empire en 1620 — et de la fameuse frondeuse Anne de Gonzague — elle est élevée à Paris au couvent de la Visitation, où s'est notamment retirée Louise de La Fayette. Elle est également la nièce maternelle de la reine de Pologne Louise-Marie de Gonzague qui n'avait pas d'enfant. 
Son père meurt dès 1663 mais sa mère, particulièrement active, marie la même année sa fille cadette Anne à un prince du sang, Henri-Jules de Bourbon-Condé, à qui l'on a fait miroiter une possible succession au trône de Pologne. Le mariage est particulièrement brillant pour une princesse en exil mais humainement désastreux, le prince de Condé étant un mari et un père particulièrement violent. La princesse Louise-Marie du Palatinat, aînée des trois filles mais quelque peu contrefaite ne peut prétendre à une union aussi brillante. Elle épouse en 1671 Charles-Théodore de Salm, souverain d'une minuscule principauté à cheval sur les Vosges aux confins du duché de Lorraine (occupé par les troupes françaises) et de l'Alsace, mais gouverneur du fils aîné de l'empereur Léopold Ier, l'archiduc Joseph, et bientôt premier ministre. 
Quant à la princesse Bénédicte-Henriette, elle est mariée à l'âge de seize ans le 30 novembre 1668 à Hanovre au duc Jean-Frédéric de Brunswick-Calenberg qui en a quarante-trois mais s'était converti au catholicisme en 1651. Ils ont quatre filles :
- Anne-Sophie de Brunswick-Lunebourg (10 février 1670 - 24 mars 1672) ;
- Charlotte-Félicité de Brunswick-Calenberg (8 mars 1671 - 29 septembre 1710), mariée en 1696 à Renaud III de Modène (1655-1737) ;
- Henriette-Marie de Brunswick-Lunebourg (9 mars 1672 - 4 septembre 1757), non mariée ;
- Wilhelmine-Amélie de Brunswick-Lunebourg (21 avril 1673 - 10 avril 1742), mariée en 1698 au futur empereur du Saint-Empire, l'archiduc Joseph d'Autriche : parents de Marie-Josèphe d'Autriche (dont la fille Marie-Josèphe de Saxe fut la mère de Louis XVI) et de l'impératrice Marie-Amélie.

Elle fait souffler un esprit français à la cour de Hanovre. Des courtisans français sont accueillis, et en ville des artistes et artisans français. Bonne musicienne et mélomane, elle raffole de l'opéra italien.
Après la mort de son époux en 1679, âgée de vingt-sept ans, elle retourna vivre à Paris près de sa sœur la princesse de Condé, et paraissait à la Cour, où vivait sa cousine germaine, la princesse Palatine, Madame, duchesse d'Orléans et belle-sœur du roi Louis XIV. Elle confia l'éducation de ses filles aux religieuses de l'Abbaye de Maubuisson dont sa tante, Louise-Hollandine du Palatinat, était abbesse. Elle fut en correspondance avec Leibniz, que son mari avait reçu à Hanovre. Elle se rendit aussi plus tard à Modène, où vivait sa fille Charlotte-Félicité, mais ne s'entendant pas avec son gendre, elle retourna vivre à Paris. 
Réaction indignée des cours d'Europe à l'impérialisme louisquatorzien, la Guerre de la ligue d'Augsbourg ("Guerre d'Orléans" pour les Allemands) éclate en 1688. Elle durera près de dix années. Le pape, qui souhaite réconcilier la France et l'Autriche, deux puissances catholiques mais ennemies, envisage une alliance scellée par un mariage entre l'archiduc héritier Joseph d'Autriche, roi des Romains (c'est-à-dire successeur désigné de l'Empereur) et la princesse Élisabeth-Charlotte d'Orléans, nièce de Louis XIV. Mais les parties intéressées refusent cet accord. Le prince de Salm propose alors à l'empereur sa nièce Wilhelmine-Amélie, allemande, catholique, dont la famille est alliée à la Maison royale de France rivale du candidat autrichien au trône de Pologne. L'empereur et l'archiduc acquiescent et en 1698, la princesse Wilhelmine-Amélie épouse l'archiduc Joseph d'Autriche, roi des Romains. En 1705, à la mort de son père, l'archiduc est proclamé empereur sous le nom de Joseph Ier du Saint-Empire. Le couple n'aura que deux filles survivantes, petites-filles donc de Bénédicte-Henriette et Jean-Frédéric de Brunswick : l'aînée Marie-Josèphe d'Autriche épousera le roi de Pologne Auguste III ; et la cadette Marie-Amélie d'Autriche, l’Électeur de Bavière Charles-Albert (futur empereur Charles VII) : ces mariages furent les prémices de la Guerre de succession d'Autriche.

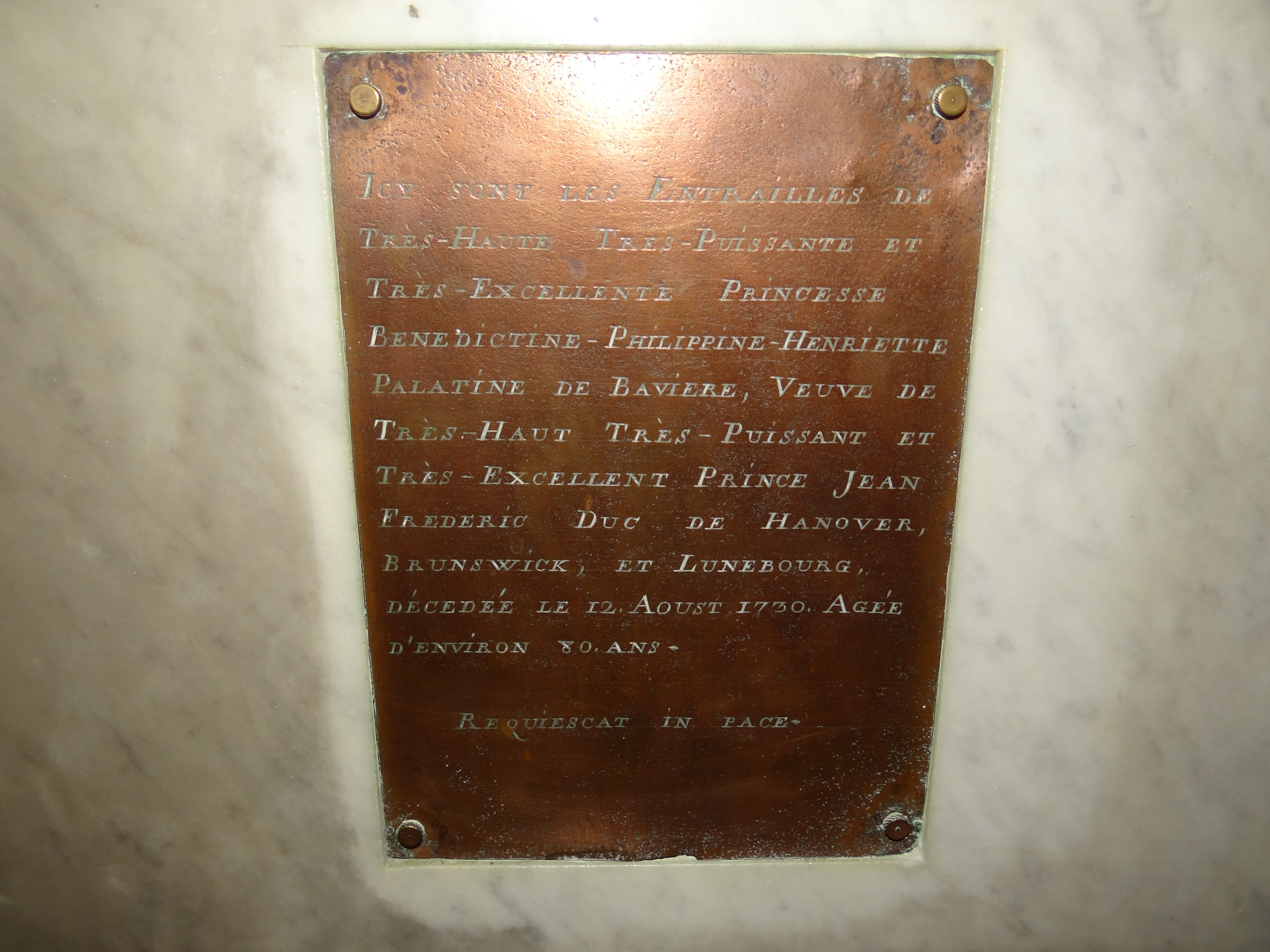
La plaque des entrailles de Bénédicte-Henriette du Palatinat dans le chœur de l'église Sainte-Geneviève d'Asnières-sur-Seine.

En 1701, la Guerre de succession d'Espagne embrase l'Europe. La duchesse de Calenberg a de proches parents dans les deux camps. Sa fille, la duchesse de Modène fuit devant les troupes françaises tandis que l'électeur de Brandebourg, son cousin par alliance, profitant du chaos, se proclame roi de Prusse. La même année, le parlement anglais exclut de la succession au trône anglais les cinquante-sept princes et princesses catholiques qui pourraient y prétendre. A 71 ans, l'électrice douairière de Hanovre Sophie du Palatinat, tante paternelle et belle-sœur de la duchesse Bénédicte-Henriette (tante également de Madame, la duchesse d'Orléans), devient l'héritière de la couronne anglaise. Elle mourra en 1714 peu de temps avant la reine Anne de Grande-Bretagne et c'est son fils qui, devenant le roi Georges Ier de Grande-Bretagne, sera le premier souverain britannique issu de la Maison de Hanovre qui régnera sur la Grande-Bretagne et son empire jusqu'en 1901, la mort de Victoria.  
Le roi Louis XIV de France meurt en 1715. Son successeur est un enfant. Le duc d'Orléans, cousin de la duchesse de Calenberg, assume la régence. Sa fille, Charlotte-Aglaé d'Orléans, compromise par une vie frivole, épouse en 1720 le prince-héritier de Modène, petit-fils de la duchesse. Le mariage ne sera guère harmonieux et "Madame de Modène", qui s'ennuie dans son petit duché, dédaignant la gentillesse de sa belle-famille, reviendra vivre en France.
La duchesse de Calenberg mourut à Asnières où vivait sa sœur. Ses entrailles sont inhumées dans le chœur de l'église Sainte-Geneviève d'Asnières-sur-Seine. La plaque de cuivre qui recouvrée l'urne contenant les entrailles fut retrouvée lors de travaux en 1858 et est désormais exposée sur un pilier du chœur de l'église.
Par sa fille Wilhelmine-Amélie et sa petite-fille Marie-Josèphe d'Autriche, elle est une aïeule de Louis XVI, Louis XVIII et Charles X (trois petits-fils de Marie-Josèphe d'Autriche), ainsi que de nombreux monarques européens, dont Juan Carlos Ier d'Espagne, Manuel II de Portugal, Humbert II d'Italie et Henri de Luxembourg. Par sa fille Charlotte-Félicité, elle est une ancêtre de Louis-Philippe.